# 铁路公司
铁路公司是一个运营铁路轨道或列车的实体，这些公司可以是私营或国有的。一些铁路公司同时经营有轨道和列车，如中国铁路总公司、日本JR集團；而欧盟则要求轨道及列车所有权必须分开在不同的公司运营，韓國鐵路也是採用此種營運方式，將原有的韓國鐵道廳拆分為負責管理車輛與路線營運的韓國鐵道公社以及負責軌道建設與設備維護的國家鐵路公團，這種營運模式稱為「車路分離」。

## 结构
许多国家都设有国营铁路，拥有并运营着该国所有的轨道和列车，例如全球最大的铁路公司俄罗斯铁路。其它国家也有许多不同形式的公司，它们经营属于自己的专用线，时而相互竞争，尤其是在美国和加拿大。
在欧洲，欧盟要求其成员国的国营铁路拆分为若干不同的铁路公司。通常是国有公司管理轨道，其它的上市公司（部分由地区政府所拥有）则拥有列车经营权（相等於日本鐵路的「上下分離」營運概念）。公共交通服务则由多家私人公司参与投标以确定获得特许经营权的运营线路和有效期限。其它一些公司则负责轨道周边及铁路车辆的维护。

## 日本的鐵路公司
日本的鐵路公司是根据《鐵道事業法》第7條「得到鐵道事業許可者」所規定的事業体。
《鐵道事業法》沒有限制鐵道事業者的身份，所以除株式會社以外，公益法人和宗教法人等法人與個人公司形式皆可。
類似的有《軌道法》上的「軌道經營者」・「軌道會社」，一般來說和鐵道事業者（鐵路公司）的區別少為人知、故多廣義的解作鐵道事業者。但是因為法律等規制等有很大的差異，事業形態完全不同的場合亦有。
鐵道事業者和軌道經營者多總稱為「鐵軌道事業者」。

### 以鐵道事業形態區分
根據鐵道事業法第2條，可區分成如下的鐵路公司：

#### 第一種鐵道事業
以鐵路運送貨物或旅客的事業。
使用自有列車、在自有的鐵道施設上運行，大部份鐵路公司屬這一種。

#### 第二種鐵道事業
自身擁有鐵路車輛、但未擁有路線上的鐵道設施，在營運上透過使用（租借）第一種或第三種鐵道事業者擁有的鐵道設施來運送旅客或貨物的事業。
第二種鐵道事業者的路線當中，有設施保有事業者是第一種鐵道事業者的情況舉例如下。設施保有事業者是第三種鐵道事業者的情況參見第三種鐵道事業者一節的表格。
| 第二種鐵道事業者        | 中文線名                                                                 | 日文線名                                                                 | 路段                                                                     | 營業距離 （公里）                                                        | 第一種鐵道事業者                                                         | 備註 |
| ----------------------- | ------------------------------------------------------------------------ | ------------------------------------------------------------------------ | ------------------------------------------------------------------------ | ------------------------------------------------------------------------ | ------------------------------------------------------------------------ | --- |
| 日本貨物鐵道 （JR貨物） | 所有營業路線（多數以JR旅客各社等為第一種。詳細參見「日本貨物鐵道」條目） | 所有營業路線（多數以JR旅客各社等為第一種。詳細參見「日本貨物鐵道」條目） | 所有營業路線（多數以JR旅客各社等為第一種。詳細參見「日本貨物鐵道」條目） | 所有營業路線（多數以JR旅客各社等為第一種。詳細參見「日本貨物鐵道」條目） | 所有營業路線（多數以JR旅客各社等為第一種。詳細參見「日本貨物鐵道」條目） | 所有營業路線（多數以JR旅客各社等為第一種。詳細參見「日本貨物鐵道」條目）                                                                                                |
| 京成電鐵                | 成田機場線                                                               |                                                                          | 京成高砂－小室                                                           | 19.8                                                                     | 北總鐵道                                                                 | 與北總線共用。 小室站－成田機場站間是第三種鐵道事業者，使用千葉新城鐵道、成田高速鐵道Access、成田機場高速鐵道的軌道（參見下一節的表格）。                               |
| 東京都交通局            | 三田線                                                                   |                                                                          | 白金高輪－目黑                                                           | 2.3                                                                      | 東京地下鐵                                                               | 與南北線共用。 |
| 東海交通事業            | 城北線                                                                   |                                                                          | 勝川－枇杷島                                                             | 11.2                                                                     | 東海旅客鐵道 （JR東海）                                                  | JR東海只保有設施，由100%持股的子公司東海交通事業運行列車。 |
| 能登鐵道                | 七尾線                                                                   |                                                                          | 七尾－和倉溫泉                                                           | 5.1                                                                      | 西日本旅客鐵道 （JR西日本）                                              | 與JR西日本七尾線共用。JR西日本在此路段以特急列車運行，能登鐵道只以普通列車運行。 能登鐵道在和倉溫泉站－穴水站間也是第二種鐵道事業者，該路段JR西日本是第三種鐵道事業者。 |
| 嵯峨野觀光鐵道          | 嵯峨野觀光線                                                             |                                                                          | 小火車嵯峨－小火車龜岡                                                   | 7.3                                                                      | 西日本旅客鐵道 （JR西日本）                                              | 作為JR西日本的線籍全線都屬於山陰本線，但JR西日本不運行列車。 視為JR西日本山陰本線的額外增加路線處理（實際是舊線），JR西日本的營業距離也不計算此路段。                   |
| 井原鐵道                | 井原線                                                                   |                                                                          | 總社－清音                                                               | 3.4                                                                      | 西日本旅客鐵道 （JR西日本）                                              | 與JR西日本伯備線共用。 |

#### 第三種鐵道事業
修建鐵路與設施、並轉讓給第一種鐵道事業經營者為目的，或修建鐵路與設施、並租借給第二種鐵道事業經營者專門使用的事業。
第三種鐵道事業不應與第三部門鐵道混淆。
| 第三種鐵道事業者            | 第二種鐵道事業者               | 中文線名         | 日文線名                               | 路段                               | 營業距離 （公里）       | 備註                                                                                         |
| --------------------------- | ------------------------------ | ---------------- | -------------------------------------- | ---------------------------------- | ----------------------- | -------------------------------------------------------------------------------------------- |
| 青森縣                      | 青森鐵道                       | 青森鐵道線       |                                        | 目時－青森                         | 121.9                   |                                                                                              |
| 青森縣                      | 日本貨物鐵道 （JR貨物）        | 青森鐵道線       |                                        | 目時－青森                         | 121.9                   |                                                                                              |
| 千葉新城鐵道                | 北總鐵道                       | 北總線           |                                        | 小室－印旛日本醫大                 | 12.5                    | 北總鐵道與京成電鐵的營業距離重複計算                                                         |
| 千葉新城鐵道                | 京成電鐵                       | 成田機場線       |                                        | 小室－印旛日本醫大                 | 12.5                    | 北總鐵道與京成電鐵的營業距離重複計算                                                         |
| 成田高速鐵道Access          | 京成電鐵                       | 成田機場線       | 印旛日本醫大－成田機場高速鐵道線接續點 | 10.7                               |                         |                                                                                              |
| 成田機場高速鐵道            | 京成電鐵                       | 成田機場線       | 成田高速鐵道Access線接續點－成田機場   | 8.4                                | 當中有1.5公里與本線重複 |                                                                                              |
| 成田機場高速鐵道            | 京成電鐵                       | 本線             |                                        | 駒井野信號場－成田機場             | 當中有1.5公里與本線重複 | 2.1                                                                                          |
| 成田機場高速鐵道            | 東日本旅客鐵道 （JR東日本）    | 成田線           |                                        | 成田線分岔點－成田機場             | 8.7                     |                                                                                              |
| 橫濱高速鐵道                | 東急電鐵                       | 子供之國線       |                                        | 長津田－子供之國                   | 3.4                     |                                                                                              |
| 上飯田連絡線                | 名古屋鐵道                     | 小牧線           |                                        | 味鋺－上飯田                       | 2.3                     |                                                                                              |
| 上飯田連絡線                | 名古屋市交通局                 | 上飯田線         |                                        | 上飯田－平安通                     | 0.8                     |                                                                                              |
| 中部國際機場聯絡鐵道        | 名古屋鐵道                     | 機場線           |                                        | 常滑－中部國際機場                 | 4.2                     |                                                                                              |
| 西日本旅客鐵道 （JR西日本） | 能登鐵道                       | 七尾線           |                                        | 和倉溫泉－穴水                     | 28.0                    | 能登鐵道也是七尾線七尾站－和倉溫泉站間的第二種鐵道事業者。該路段JR西日本是第一種鐵道事業者。 |
| 四日市市                    | 四日市明日狹軌鐵道             | 內部線           |                                        | 明日狹軌四日市－內部               | 5.7                     |                                                                                              |
| 四日市市                    | 四日市明日狹軌鐵道             | 八王子線         |                                        | 日永－西日野                       | 1.3                     |                                                                                              |
| 養老線管理機構              | 養老鐵道                       | 養老線           |                                        | 桑名－揖斐                         | 57.5                    |                                                                                              |
| 伊賀市                      | 伊賀鐵道                       | 伊賀線           |                                        | 伊賀上野－伊賀神戶                 | 16.6                    |                                                                                              |
| 甲賀市                      | 信樂高原鐵道                   | 信樂線           |                                        | 貴生川－信樂                       | 14.7 km                 |                                                                                              |
| 北近畿丹後鐵道              | WILLER TRAINS （京都丹後鐵道） | 宮津線           |                                        | 西舞鶴－豐岡                       | 83.6                    |                                                                                              |
| 北近畿丹後鐵道              | WILLER TRAINS （京都丹後鐵道） | 宮福線           |                                        | 宮津－福知山                       | 30.4                    |                                                                                              |
| 奈良生駒高速鐵道            | 近畿日本鐵道                   | 京阪奈線         |                                        | 生駒－學研奈良登美丘               | 8.6                     |                                                                                              |
| 大阪港交通系統              | 大阪市高速電氣軌道             | 中央線           |                                        | 大阪港－宇宙廣場                   | 2.4                     |                                                                                              |
| 大阪港交通系統              | 大阪市高速電氣軌道             | 南港港城線       |                                        | 宇宙廣場－貿易中心前               | 0.6                     |                                                                                              |
| 中之島高速鐵道              | 京阪電氣鐵道                   | 中之島線         |                                        | 天滿橋－中之島                     | 3.0                     |                                                                                              |
| 西大阪高速鐵道              | 阪神電氣鐵道                   | 阪神難波線       |                                        | 西九條－大阪難波                   | 3.8                     |                                                                                              |
| 大阪外環狀鐵道              | 西日本旅客鐵道 （JR西日本）    | 大阪東線         |                                        | 新大阪－久寶寺                     | 20.2                    |                                                                                              |
| 大阪外環狀鐵道              | 日本貨物鐵道 （JR貨物）        | 大阪東線         | 神崎川信號場－正覺寺信號場             | 15.4                               |                         |                                                                                              |
| 關西高速鐵道                | 西日本旅客鐵道 （JR西日本）    | JR東西線         |                                        | 京橋－尼崎                         | 12.5                    |                                                                                              |
| 新關西國際機場              | 西日本旅客鐵道 （JR西日本）    | 關西機場線       |                                        | 臨空城－關西機場                   | 6.9                     | JR西日本與南海電鐵營業距離重複計算                                                           |
| 新關西國際機場              | 南海電氣鐵道                   | 機場線           |                                        | 臨空城－關西機場                   | 6.9                     | JR西日本與南海電鐵營業距離重複計算                                                           |
| 和歌山縣                    | 南海電氣鐵道                   | 和歌山港線       |                                        | 縣社分界點（舊久保町站）－和歌山港 | 2.0                     |                                                                                              |
| 神戶高速鐵道                | 阪神電氣鐵道                   | 神戶高速線       |                                        | 西代－元町                         | 5.0                     | 新開地－高速神戶站間0.6公里在阪急、阪神的營業距離重複計算                                    |
| 神戶高速鐵道                | 阪急電鐵                       | 神戶高速線       |                                        | 新開地－神戶三宮                   | 2.8                     | 新開地－高速神戶站間0.6公里在阪急、阪神的營業距離重複計算                                    |
| 神戶高速鐵道                | 神戶電鐵                       | 神戶高速線       |                                        | 新開地－湊川                       | 0.4                     |                                                                                              |
| 若櫻町、八頭町              | 若櫻鐵道                       | 若櫻線           |                                        | 郡家－若櫻                         | 19.2                    |                                                                                              |
| 北九州市                    | 平成筑豐鐵道                     | 門司港懷舊觀光線 |                                        | 九州鐵道紀念館－關門海峽布刈       | 2.1                     |                                                                                              |
| 北九州市                    | 皿倉登山鐵道                   | 皿倉山纜車       |                                        | 山麓－山上                         | 1.1                     |                                                                                              |

#### 索道事業
應他人之需要，用索道運送旅客或貨物的事業。

#### 專用鐵道
專供自己使用而設置鐵道。

#### 特定目的鐵道事業
观赏性景观、遊樂設施的移動，或其他專門以觀光目的而運送旅客的事業。

### 以經營形態區分
鐵道事業者（含軌道）的經營組織形態可區分成：

#### 株式會社

##### 上市企業
- 東日本旅客鐵道（東証一部、名証一部）
- 東海旅客鐵道（東証一部、名証一部）
- 西日本旅客鐵道（東証一部、名証一部、福証）
- 九州旅客鐵道（東証一部、福証）
- 京王電鐵（東証一部）
- 京成電鐵（東証一部）
- 新京成電鐵（東証一部、京成電鐵持分法適用關連會社）
- 東武鐵道（東証一部）
- 東急電鐵（東証一部）
  - 伊豆急行（原來為東証二部上市、2004年10月1日、成為東京急行電鐵100%子會社，上市廢除）
- 京濱急行電鐵（東証一部）
- 小田急電鐵（東証一部）
  - 小田急箱根控股※小田急集團。原來為東証一部上市，成為小田急電鐵子會社時於2003年7月28日上市廢除。舊・箱根登山鐵道2004年10月1日持株會社化、社名變更。
  - 箱根登山鐵道※2004年10月1日、從舊・箱根登山鐵道（現・小田急箱根控股）100%子公司分離。
- 相鐵控股（東証一部）舊・相模鐵道2009年9月16日持株會社化、社名變更。
  - 相模鐵道 ※ 從舊・相模鐵道（現・相鐵控股）鐵道部門100%子公司分離。
- 秩父鐵道(JASDAQ)
- 富士急行（東証一部）
- 名古屋鐵道（東証一部、名証一部）
- 近畿日本鐵道（東証一部、名証一部）
- 阪急阪神控股（東証一部）※舊阪急電鐵。2005年4月1日、持株會社化，改名阪急控股。2006年10月1日、改名阪急阪神控股。
  - 阪急電鐵 ※ 2005年4月1日、從舊・阪急電鐵（現・阪急阪神控股）100%子公司分離。
  - 阪神電氣鐵道（東証一部、原來為大証一部上市，2006年9月26日廢除上市。同年10月1日成為阪急阪神控股100%子公司。）
- 京阪電氣鐵道（東証一部）
- 南海電氣鐵道（東証一部、名証一部）
- 山陽電氣鐵道（東証一部、舊大証）
- 神戶電鐵（東証一部、舊大証）
- 京福電氣鐵道（東証二部、舊大証）
- 西日本鐵道（東証一部、福証）※2006年12月3日大証一部上市廢除
- 廣島電鐵（東証二部、舊廣証）
- 關西電力

#### 公營企業
地方公營企業（交通局。公營交通形態之一）。
- 札幌市交通局（鐵道及軌道）
- 函館市企業局交通部（限軌道）
- 青森縣（第三種事業者→参照青森鐵道線）
- 仙台市交通局
- 東京都交通局（鐵道及軌道）
- 横濱市交通局
- 名古屋市交通局
- 京都市交通局
- 大阪市交通局
- 神戶市交通局
- 和歌山県（第三種事業者→参照南海和歌山港線）
- 福岡市交通局（限地下鐵）
- 熊本市交通局（限軌道）
- 鹿兒島市交通局（限軌道）

戰後、運行鐵軌道事業、現在巳廢止的公營事業者
- 秋田市（軌道。参照秋田市電）
- 川崎市（軌道。参照川崎市電）
- 姫路市（跨座式鐵道。参照姫路市企業局交通事業部）
- 倉敷市（倉敷市交通局（消滅）運營。1970年4月水島臨海鐵道移管）
- 玉野市（玉野市營電氣鐵道参照）
- 吳市（軌道。吳市電参照）
- 北九州市（貨物専業軌道。舊若松市。参照北九州市交通局）
- 荒尾市（参照荒尾市營電氣鐵道）

#### 特殊法人
- 北海道旅客鐵道
- 四國旅客鐵道
- 九州旅客鐵道
- 日本貨物鐵道
- 東京地下鐵
- 新關西國際空港（第三種事業者→参照關西空港線、南海空港線）

過去的鐵道（軌道）事業運行的特殊法人。
- 帝都高速度交通營團（2004年4月1日解散。由東京都出資的新公司東京地下鐵繼承）
- 都市基盤整備公團（第三種事業者）（2004年7月1日解散。住宅・都市整備公團改組。新設獨立行政法人都市再生機構繼承鐵道以外事業。鐵道設施轉讓給由京成電鐵全額出資的新公司千葉新市鎮鐵道）

#### 財團法人
- 青函隧道記念館
- 神戶すまいまちづくり公社

#### 其他經營形態
- 宗教法人
  - 鞍馬寺 - 京都市的鞍馬山鋼索鐵道運營。